# دانشکده علوم پزشکی شوشتر
دانشکده علوم پزشکی و خدمات بهداشتی درمانی شوشتر دانشگاهی وابسته به وزارت بهداشت در شهر شوشتر است که به عنوان تنها مرکز عالی آموزش علوم پزشکی شهرستان در حال فعالیت می‌باشد.

## تاریخچه

### پیشینه
در سال‌های ۱۴۱ تا ۱۷۱ میلادی، دانشگاه جندی شاپور در شوشتر یا حومه شوشتر که مهم‌ترین و بزرگترین شهر منطقه در آن دوران بود به فرمان شاپور اول ساسانی بنا شد. برخی پژوهشگران جندی شاپور (شهر شاپور) را همان شهر شوشتر دانسته اند. برخی آنرا جایی مابین شوشتر، شوش و دزفول و برخی نیز آنرا مابین شوشتر و دزفول در روستای شاه‌آباد دانسته‌اند. البته فعالیت رسمی و مهم این مرکز در سال‌های ۳۱۰ تا ۳۷۰ میلادی یعنی زمان شاپور دوم آغاز شد که در کنار علوم دیگر، عمده فعالیت آن پزشکی بود که تا ۶۰۰ سال مهم‌ترین کانون پزشکی خاورمیانه بود.
بعد از فتح ایران توسط اعراب مسلمان، متأسفانه مرکز پزشکی جندی شاپور به بغداد منتقل گشت.

### شکل‌گیری نوین
در سال ۱۳۵۸ و هم‌زمان با همایش  "کمک‌های اولیه" که در شوشتر برگزار گردید قرار بر این بود که در چند شهر کشور از جمله شوشتر و جهرم، دانشکده پزشکی ایجاد شود که به دلیل عدم وجود بعضی از امکانات فعالیت‌های شوشتر به نتیجه نرسید. تا اواسط سال ۱۳۸۸ و با توجه به مصوبه هیات دولت مجدداً در خصوص تأسیس دانشکده علوم پزشکی شوشتر فعالیت‌هایی شروع، که منجر به ایجاد دانشکده پرستاری و ارتقا آن به دانشکده علوم پزشکی و در نهایت استقلال آن گردید.

## معاونت‌ها
1. معاونت توسعه آموزش، تحقیقات و فرهنگی-دانشجویی/ میثم عالی پور
2. معاونت بهداشت / خدیجه جعفرپور
3. معاونت درمان / صغری گنج
4. معاونت توسعه مدیریت و منابع /احمدعلی ابراهیمی زاده
5. مدیریت غذا و دارو / مینا اندیشمند

## رشته‌ها
1. کارشناسی مامایی
2. کارشناسی ناپیوسته مامایی
3. کارشناسی پرستاری
4. کارشناسی اتاق عمل
5. کارشناسی ناپیوسته اتاق عمل
6. کارشناسی بهداشت عمومی
7. کارشناسی علوم تغذیه
8. کاردانی فوریت‌های پزشکی
9. کارشناسی بهداشت حرفه‌ای و ایمنی کار
10. تکنولوژی پرتوشناسی

## بیمارستان‌ها
1. بیمارستان آموزشی/درمانی خاتم‌الانبیاء
2. بیمارستان آموزشی/درمانی الهادی
3. بیمارستان شهدا(تامین اجتماعی)
4. کلینک کارون/دیمچه (تامین اجتماعی)